# Zaklinacz koni (film)
Zaklinacz koni (ang. The Horse Whisperer) – amerykański melodramat filmowy z 1998 roku w reżyserii Roberta Redforda.
Scenariusz do filmu powstał na podstawie powieści Nicholasa Evansa z 1995 roku pod tym samym tytułem. Robert Redford zagrał tytułową rolę - utalentowanego trenera posiadającego niezwykły dar rozumienia koni, który został zatrudniony, by pomóc niepełnosprawnej dziewczynce (Scarlett Johansson) i jej koniowi w powrocie do zdrowia po tragicznym wypadku.

## Obsada
- Robert Redford – Tom Booker
- Kristin Scott Thomas – Annie MacLean
- Scarlett Johansson – Grace MacLean
- Sam Neill – Robert MacLean
- Dianne Wiest – Diane Booker
- Chris Cooper – Frank Booker
- Cherry Jones – Liz Hammond
- Kate Bosworth – Judith
- Jessalyn Gilsig – Lucy

## Nagrody i nominacje
Oscary za rok 1998
- Najlepsza piosenka – A Soft Place To Fall – muz. i sł. Allison Moorer, Gwil Owen (nominacja)

Złote Globy 1998
- Najlepszy dramat (nominacja)
- Najlepsza reżyseria – Robert Redford (nominacja)